# Блідарі (Горж)
Блідарі (рум. Blidari) — село у повіті Горж в Румунії. Входить до складу комуни Беленешть.
Село розташоване на відстані 218 км на захід від Бухареста, 19 км на північний схід від Тиргу-Жіу, 91 км на північ від Крайови.

## Населення
За даними перепису населення 2002 року у селі проживали 46 осіб, усі — румуни. Усі жителі села рідною мовою назвали румунську.